# MIAG

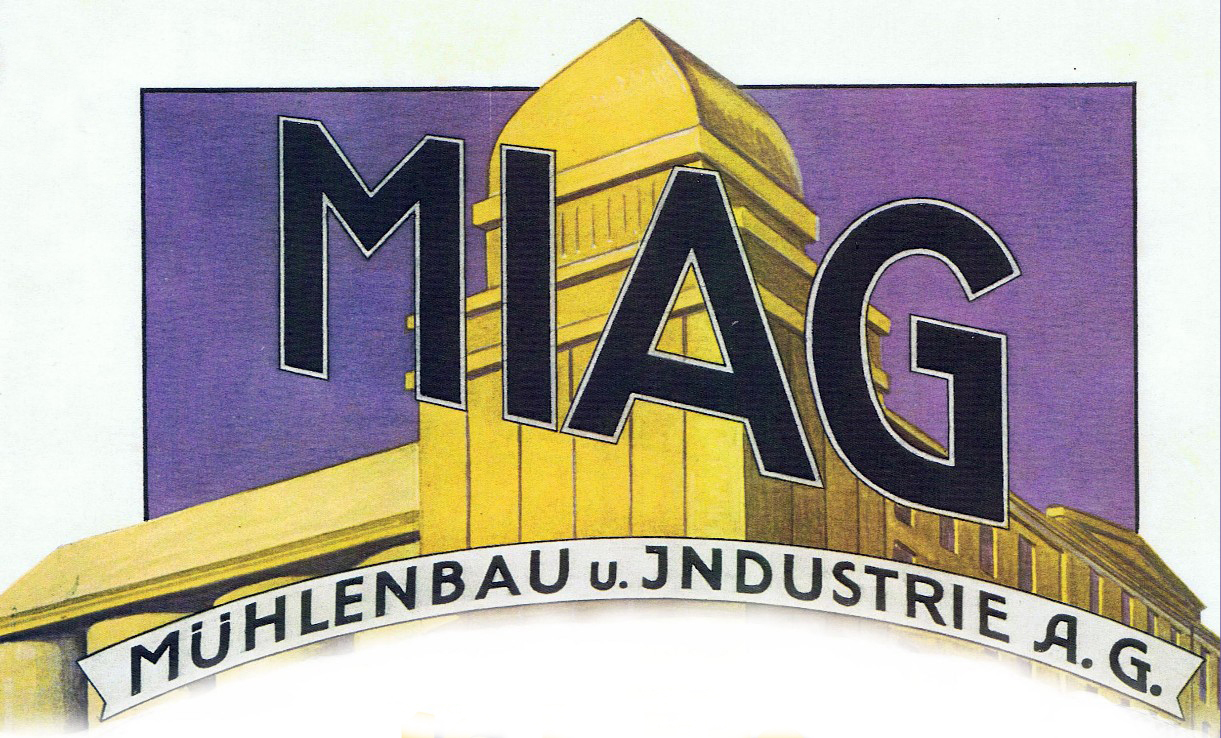
Logo der MIAG (1937)

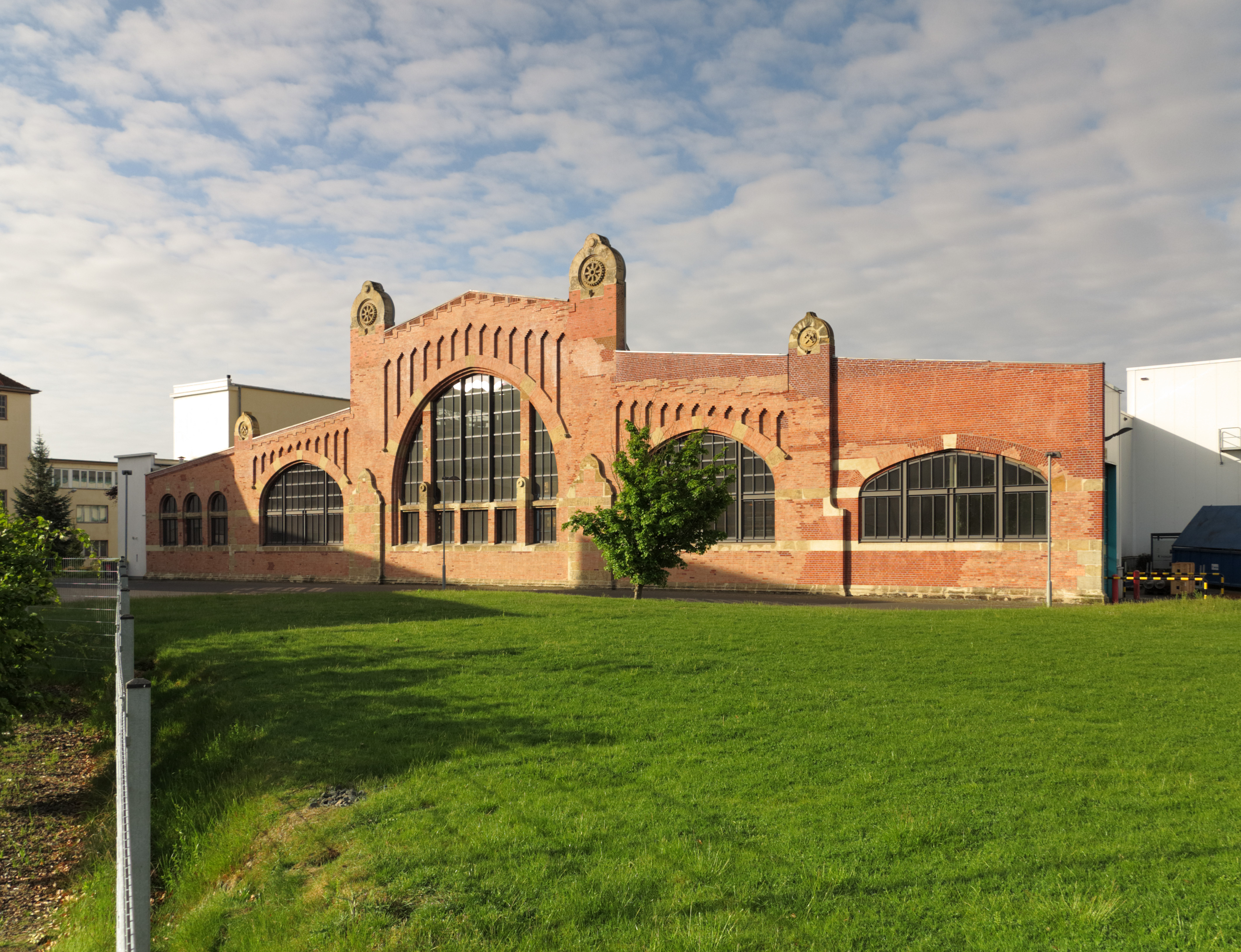
Ehemalige Gießerei der MIAG (2015)

Die MIAG Mühlenbau und Industrie Aktiengesellschaft ist ein ehemaliges Maschinenbau-Unternehmen mit Sitz in Braunschweig, Deutschland, das 1921 in Frankfurt am Main gegründet und 1972 von dem Unternehmen Gebrüder Bühler in Uzwil, Schweiz, übernommen wurde.
Als Ende 1925 die zuvor durch eine Interessengemeinschaft mit ihr verbundenen vier älteren Mühlenbau-Unternehmen
- Mühlenbauanstalt und Maschinenfabrik vormals Gebr. Seck in Dresden, gegründet 1873, Aktiengesellschaft seit 1886
- Kapler Maschinenfabrik AG in Berlin, gegründet 1875 durch Mühlenbaumeister Gustav Kapler, Aktiengesellschaft seit 1888
- Maschinenfabrik und Mühlenbauanstalt G. Luther AG (Luther-Werke) in Braunschweig, gegründet 1875, Aktiengesellschaft seit 1898
- Amme, Giesecke & Konegen AG (AGK) in Braunschweig, gegründet 1895 von den ehemaligen Luther-Mitarbeitern Ernst Amme, Carl Giesecke und Julius Konegen, Aktiengesellschaft seit 1906

auf die MIAG (als „aufnehmende“ Gesellschaft) fusioniert wurden, erreichte diese eine marktbeherrschende Größe.

## Geschichte

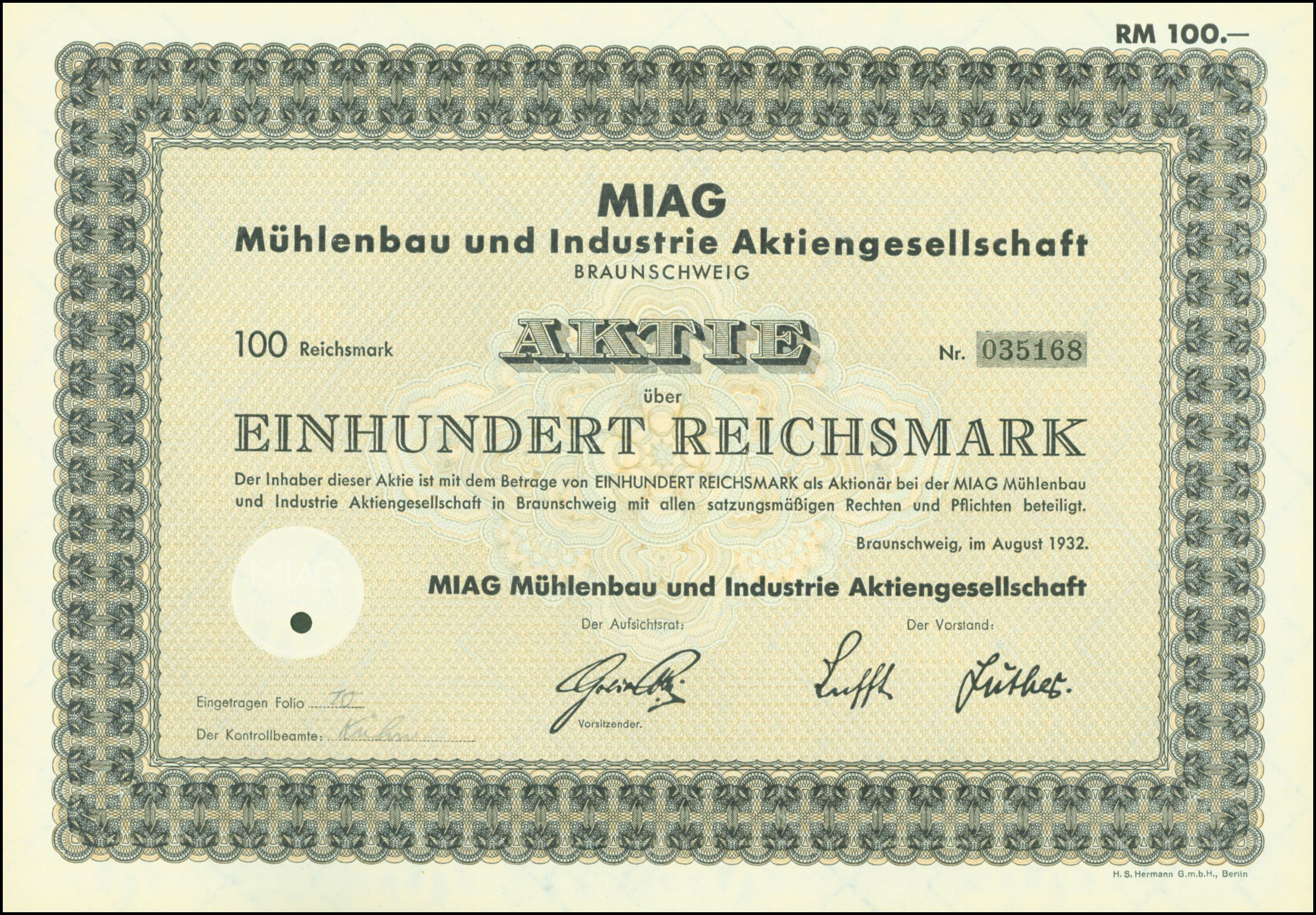
Aktie über 100 RM der MIAG Mühlenbau und Industrie AG vom August 1932

Erinnerungstafel der Gedenkstätte des KZ-Außenlager Schillstraße in Braunschweig mit Kopie der Titelseite der Werkzeitschrift der Betriebsgemeinschaft MIAG aus dem Jahr 1941

Der Unternehmer Hugo Greffenius (1876–1954), Mehrheitsaktionär der Handelsgesellschaft Hugo Greffenius AG und der Maschinenfabrik und Mühlenbauanstalt Hugo Greffenius (vormals Simon, Bühler & Baumann), erwarb 1921 mit Hilfe einiger Banken die Aktienmehrheit der vier anderen oben genannten Aktiengesellschaften. Es wurde zunächst im August 1921 eine Holdinggesellschaft unter der Firma Mühlenbau und Industrie AG in Frankfurt am Main gegründet, die bereits 1922 in MIAG Mühlenbau und Industrie AG umbenannt wurde. Zwischen der MIAG und den fünf Unternehmen wurde 1923 eine Interessengemeinschaft gebildet, in der gegenseitige Nutzung der Patente, Gebietsaufteilungen usw. vereinbart wurden. 1925 betrug das Aktienkapital der MIAG 5,5 Millionen Reichsmark, durch Aktienbesitz war sie zu dieser Zeit beteiligt an der Kallenberg Mühlen-AG (Langensalza), der Rathenower Dampfmühlen AG vormals C. Hübner Nachfolger (Rathenow), der Eisenwerk Wülfel AG (Hannover-Wülfel) und der Bauunternehmung Habermann & Guckes – Liebold AG (Kiel bzw. Berlin). Hugo Greffenius war zuletzt Alleinvorstand der MIAG, in deren Aufsichtsrat neben einigen Vertretern der finanzierenden Banken auch Ernst Amme, Jacques Baumann und der Maschinenbau-Hochschullehrer Otto Berndt saßen.
Die fünf Unternehmen der Interessengemeinschaft blieben formal selbständig, bis sie im Dezember 1925 zur MIAG fusionierten. In den folgenden Jahren erfolgte eine vollständige Reorganisation und Rationalisierung. Die Zentrale mit Verwaltung und Konstruktionsabteilung kam nach Braunschweig, die Fertigung wurde aufgeteilt (Walzenstühle in Dresden, Plansichter in Braunschweig). Wegen einer Auftragsflaute wurden 1927 die Werke in Berlin und Frankfurt am Main stillgelegt. Danach belebte sich das Geschäft wieder, und in Braunschweig und Dresden wurde die Mitarbeiterzahl um 1.000 auf 6.861 erhöht. In dieser Zeit kamen auch die ersten MIAG-Maschinen auf den Markt, Neukonstruktionen, in denen das Know-how und die Patente aller Vorgängerunternehmen zusammenflossen. Der erste Walzenstuhl war das aus dem AGK-Stuhl G weiterentwickelte Modell GN. Im ersten MIAG-Plansichter wurden der Freischwinger von Konegen, die Reiterbürste von Luther und der Einlegerahmen von Seck kombiniert. Ein weiterer Markterfolg waren die Getreide-Vorbereiter und der Walzenstuhl HN mit Servo-Regulierung. Die MIAG wurde die bedeutendste Mühlenbauanstalt der Welt.

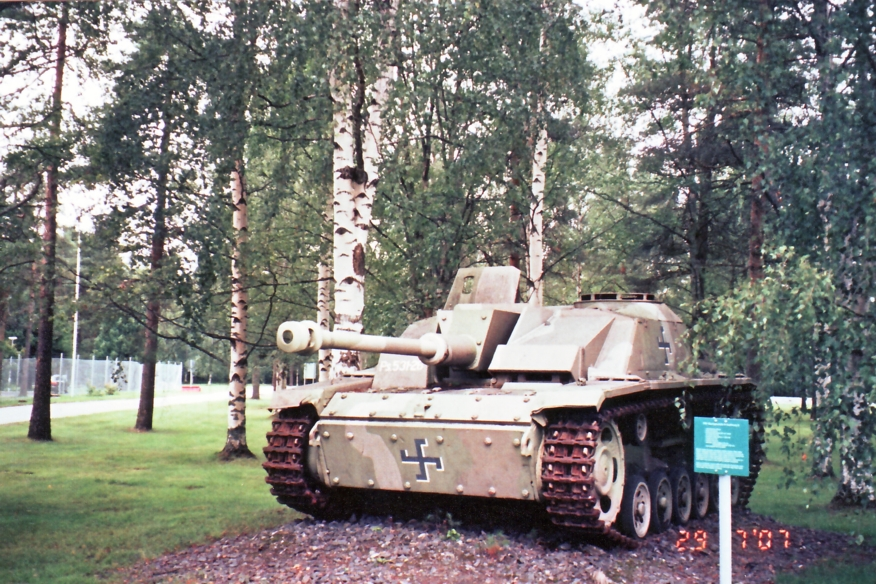
Sturmgeschütz III Ausführung G von MIAG

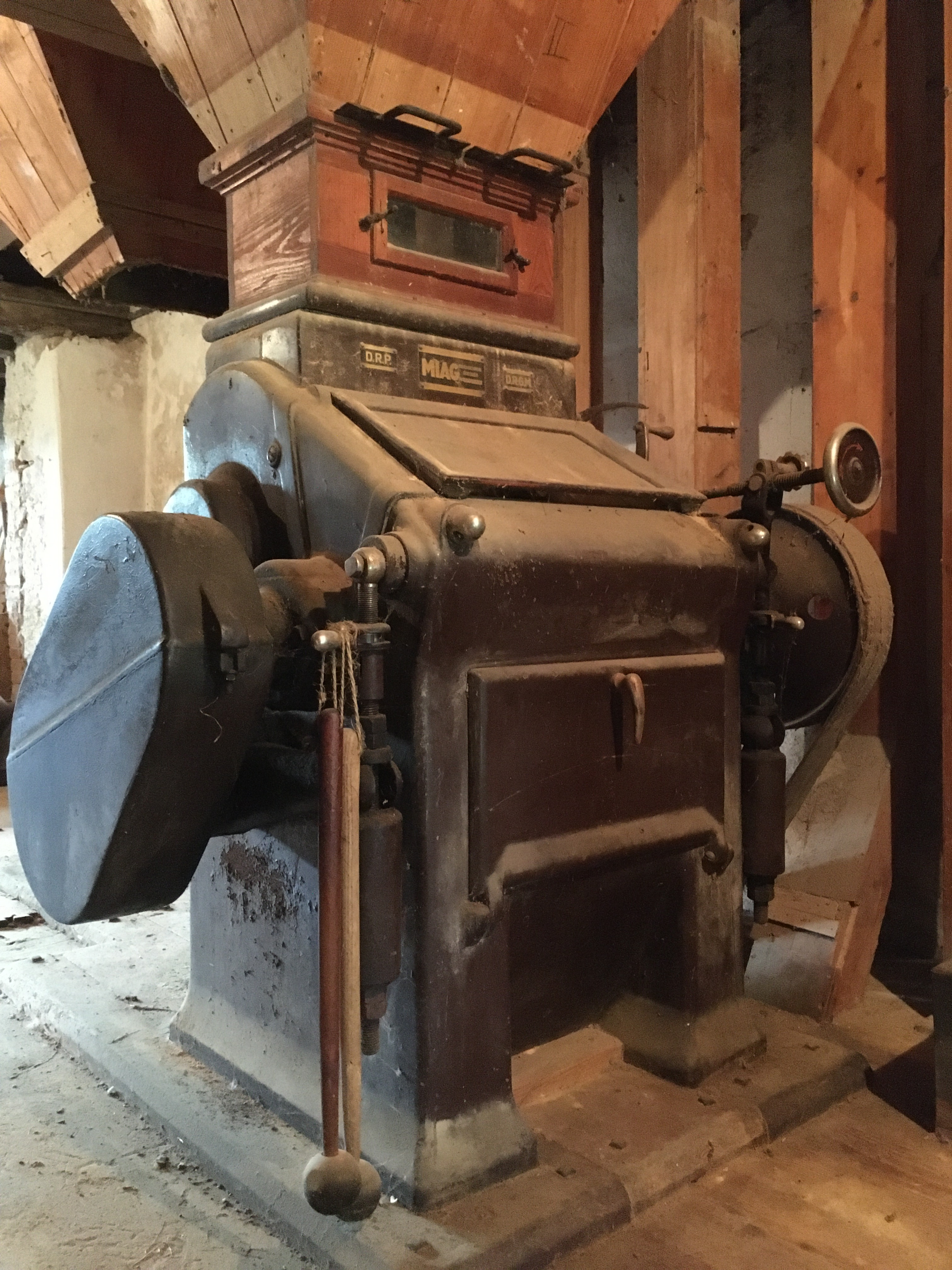
MIAG-Walzenstuhl

Die Weltwirtschaftskrise traf auch die MIAG, es kam 1930 zu Massenentlassungen, der Personalstand sank auf ca. 4.000. Ernst Amme starb im Dezember 1930 auf einer Geschäftsreise im Fernen Osten. Die Braunschweiger Roßstraße wurde 1934 in Ernst-Amme-Straße und ihre Verlängerung in Julius-Konegen-Straße umbenannt. Nach der Machtübernahme durch die Nationalsozialisten kam es 1933 zu schweren Auseinandersetzungen zwischen Anhängern der verschiedenen politischen Richtungen. Zehn Gewerkschaftler, von denen vier der MIAG angehörten, wurden von den Nazis ermordet. Der Personalstand sank weiter auf ca. 3.500. Das Luther-Werk wurde fast vollständig stillgelegt.
Hans Lerch, zuvor bei der Hanomag in Hannover tätig, wurde 1935 Vorstandsvorsitzender. Das Gelände des Amme-Werks wurde durch Landzukauf erheblich erweitert. Das Unternehmen erhielt bedeutende Staatsaufträge, wofür das Luther-Werk reaktiviert wurde. Stephan Luther, vorher Direktor bei Seck in Dresden, wurde kaufmännischer und Walter Jordan technischer Leiter. Das Werk erhielt eine gewisse Selbständigkeit. Der Mühlen- und Speicherbau-Umsatz stieg ebenfalls, die Gesamtmitarbeiterzahl erhöhte sich bis 1937 auf 8.000.
Während des Zweiten Weltkriegs war die MIAG in das Programm zur Herstellung von Sturmgeschützen und leichten Jagdpanzern eingebunden. Der MIAG-Direktor Ernst Blaicher, ein förderndes Mitglied der SS, hielt dabei den Kontakt zur SS. Während der Big Week 1944 wurden zwei Fabriken der MIAG als Ziele in Braunschweig ausgewählt, in denen Teile für das Jagdflugzeug Messerschmitt Bf 110 produziert wurden. 76 US-Maschinen sollten dieses Ziel angreifen. Als sich die Flugzeuge über Braunschweig befanden, war die Wolkendecke über der Stadt zu tief, sodass der größte Teil der Bombenlast auf Wohngebiete in der Stadt sowie andere Unternehmen, aber kaum auf die MIAG-Werke niedergingen. Der Angriff kostete 110 Menschen in Braunschweig das Leben, 2000 wurden obdachlos. Im Panzerbau bei der MIAG-Mühlenbau im damaligen Zschachwitzer Ortsteil Sporbitz (seit 1950 Stadtteil von Dresden) wurden Zwangsarbeiter aus den Konzentrationslagern eingesetzt. Hierzu wurde auf dem Betriebsareal ein Fremdarbeiterlager eingerichtet. Nach einer Statistik vom Januar 1945 waren es 1.097 Zwangsarbeiter.
Das Luther-Werk schied 1941 ganz aus der MIAG aus und firmierte unter Luther & Co. GmbH, der Compagnon war Walter Jordan. 1944 wurde es durch gezielte Bombenabwürfe zu 90 % zerstört. Stephan Luther starb an den Folgen einer schweren Verwundung. Nach dem Krieg folgten Beschlagnahme und Demontage durch die Briten. Erst 1950 kam unter Walter Jordan wieder eine Produktion von Konsumgütern, Fahrzeuganhängern etc. in Gang, Mühlenbau wurde nicht mehr betrieben. 1979 ging das Werk in Konkurs und wurde 1980 ganz stillgelegt. Schwere Bombenschäden trafen 1945 auch das Amme-Werk, es wurde zu 55 bis 70 % zerstört. Durch geschicktes Lavieren der Geschäftsführung blieb das Werk von der Demontage verschont. Der Wiederaufbau der zerstörten Fabrik wie auch der Vertriebsabteilungen und Auslandsvertretungen begann unverzüglich.
Die Dresdner Niederlassung wurde 1949 enteignet und vom VEB Mühlenbau Dresden-Zschachwitz weitergeführt. Nach dem Verlust dieses Werks musste die Fertigung für die gesamte Produktpalette in Braunschweig aufgebaut werden. Der Personalstand lag zu der Zeit bei ca. 2.440 Mitarbeitern. 1947 wurde das Unternehmen in eine GmbH umgewandelt, Alleininhaber war Hans Lerch. Die MIAG kam mit ihren bewährten Maschinen wieder gut auf den Markt, das Auftragsvolumen stieg von Jahr zu Jahr, die Mitarbeiterzahl betrug Ende 1950 bereits 3.685. 1955 wurde die Tochtergesellschaft MIAG North America in Minneapolis gegründet. Neben dem nachlassenden Mühlenbau wurden auch der weltweite Anlagenbau für die Zementherstellung oder Papiertechnik und die Großsilotechnologie für Getreide in Seehäfen zu weiteren Standbeinen.
Als Hans Lerch 1958 plötzlich starb, übernahm seine Witwe Mary Lerch die Gesellschaftsanteile. Das Unternehmen wurde von einer fünfköpfigen Direktion geführt. Das ehemalige Amme-Zweigwerk in Buenos Aires wurde zurückerworben und firmierte neu unter MIAG Argentina. In den Folgejahren wurden zahlreiche weitere Auslandsniederlassungen, zum Teil mit eigenen Fabriken, gegründet (u. a. in São Paulo, Malmö, Kuala Lumpur, Paris, Mailand, Toronto, Tokio, Johannesburg). Der Personalstand lag 1960 bei ca. 4.300 Mitarbeitern. Ende der 1960er Jahre kam es zu Umsatzeinbußen, der Personalstand sank bis 1972 auf ca. 3.300.
Im September 1972 wurden alle Geschäftsanteile der MIAG einschließlich der elf Tochtergesellschaften durch das Unternehmen Bühler in Konstanz, der deutschen Tochtergesellschaft der Schweizer Bühler AG in Uzwil übernommen. Der Geschäftsbetrieb lief zunächst unverändert weiter, es wurden nur die Neuentwicklungen und die Verkaufsgebiete aufeinander abgestimmt.
1973 wurde Bühler-MIAG GmbH die neue Firma des Braunschweiger Werks und aller Auslandsgesellschaften. Das Maschinenprogramm beider Unternehmensteile wurde bereinigt und der weltweite Vertrieb zusammengeführt, die zum Teil sehr veraltete Fabrikation in Braunschweig durch erhebliche Investitionen modernisiert.

### Nutzfahrzeugherstellung

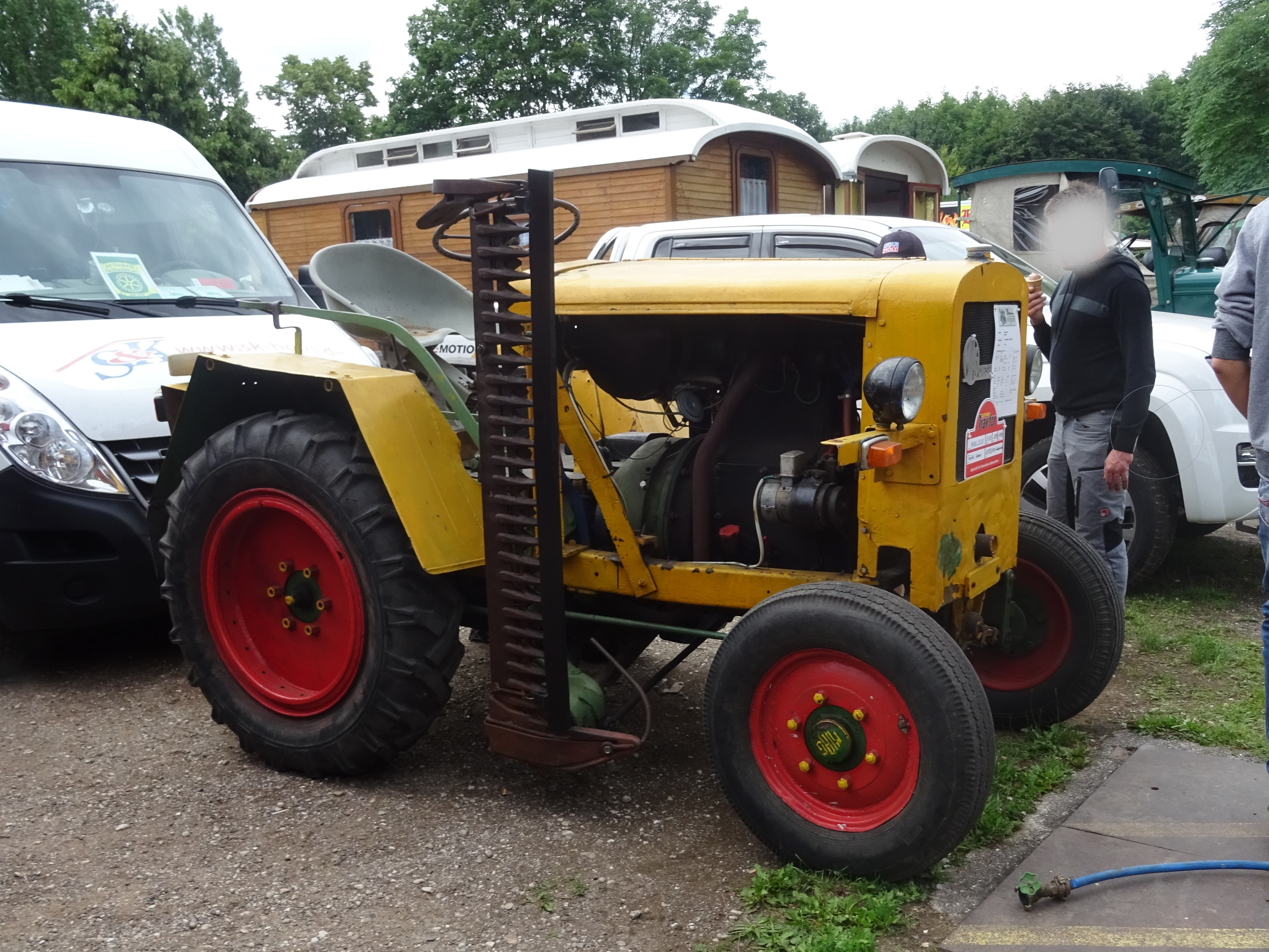
MIAG LD20 von 1938 in Markkleeberg

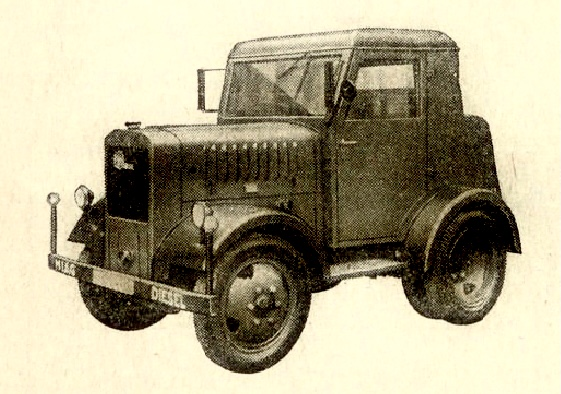
MIAG LD20 als Universaltraktor mit 12 t Zugkraft, Zweizylinder Dieselmotor von Benz 2110 cm³ Hubraum, 20/22 PS, Höchstgeschwindigkeit 20 km/h von 1938

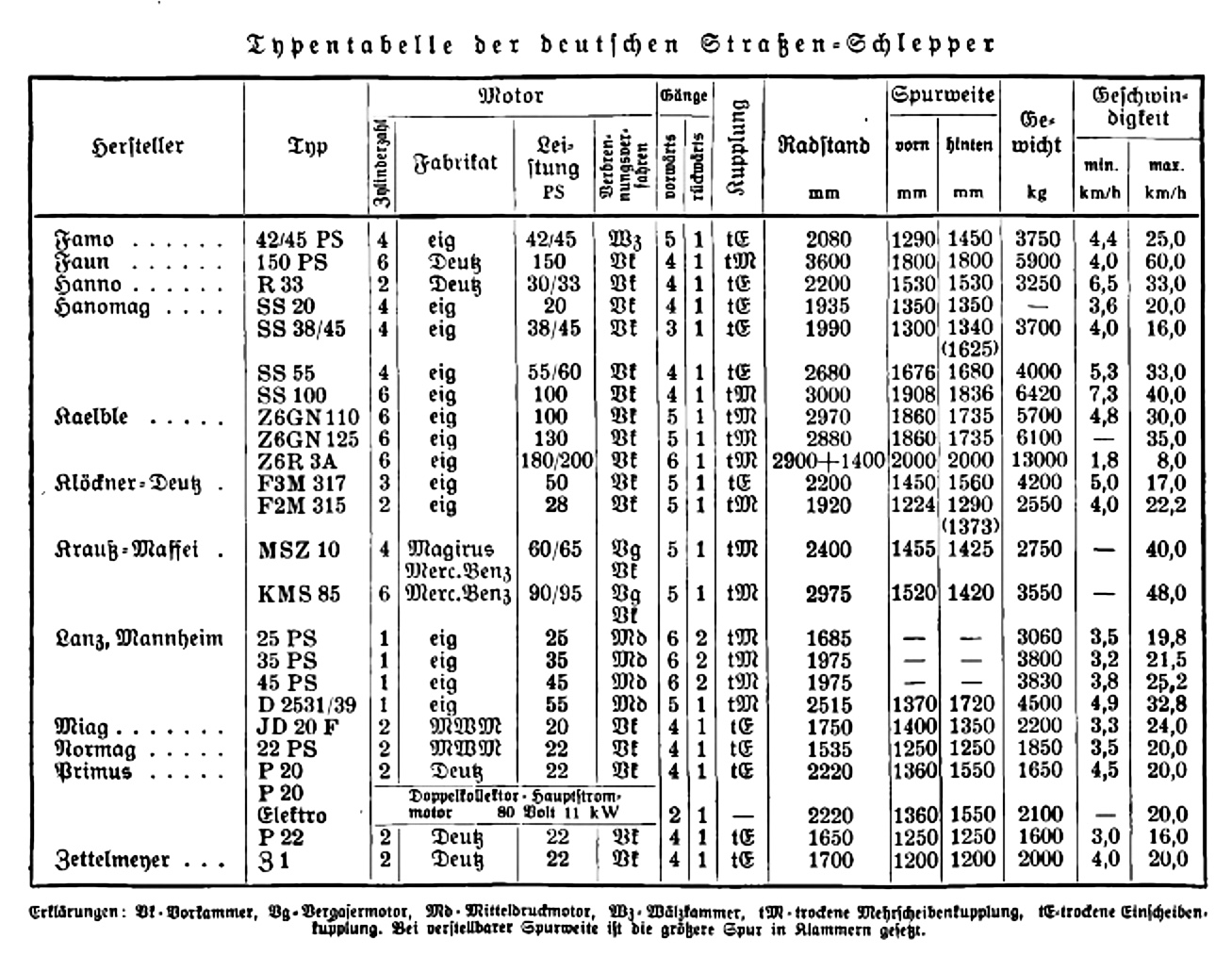
Technische Daten MIAG JD 20F

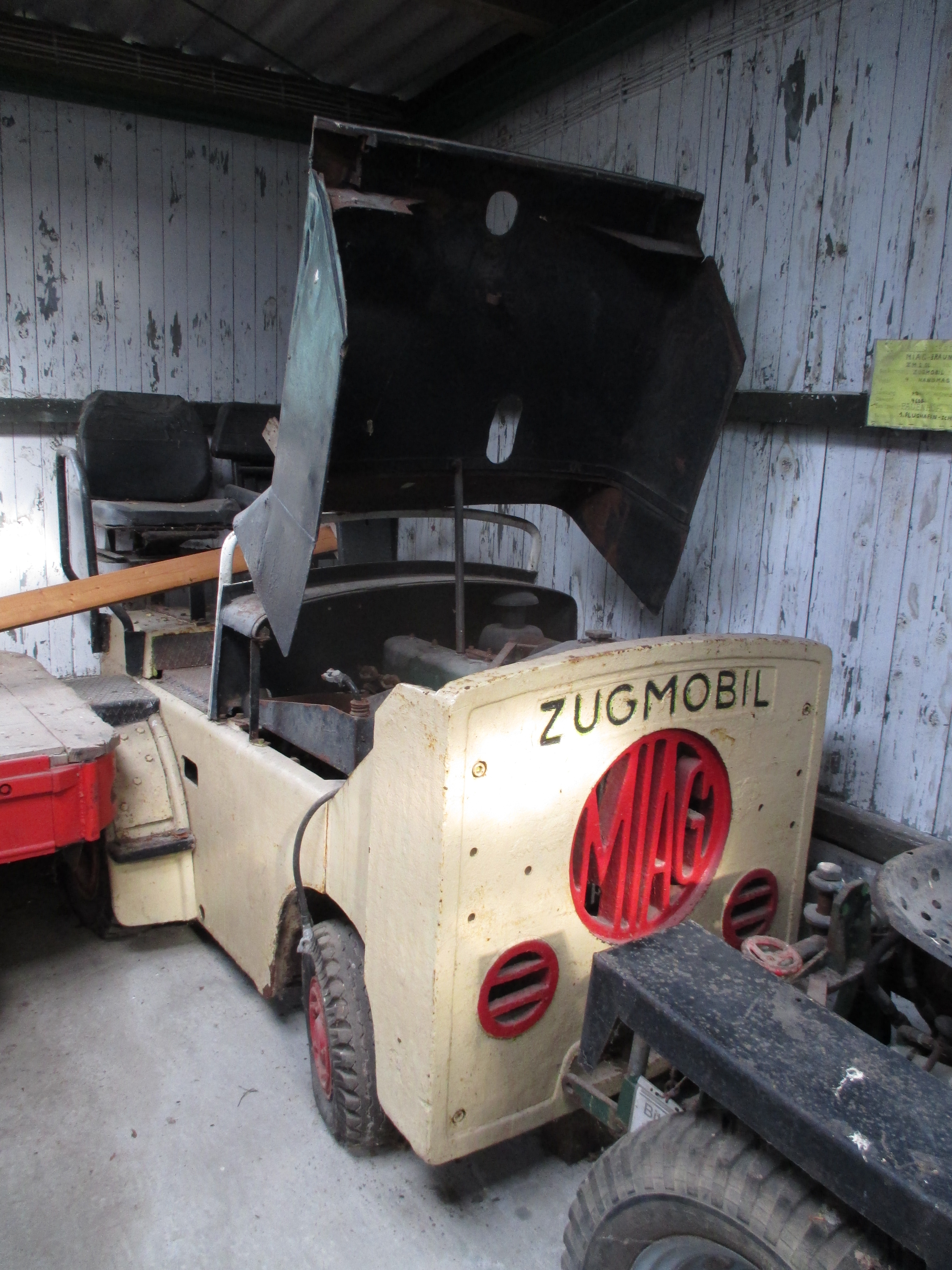
MIAG-Flughafenschlepper von 1960

Bereits 1915 hatte die Firma Amme, Gieseke und Konegen unter dem Namen Ageka einen Dreitonner-Lkw mit sonst unbekannten Daten hergestellt. Es dürfte bei einem Einzelstück geblieben sein.
Die MIAG stellte von 1936 bis 1938 in Bielefeld auch Elektrofahrzeuge her. Der Elektrofahrzeugbau wurde 1937 in das ehemalige Werk der Röhr Auto AG nach Ober-Ramstadt verlegt. Bis zum Krieg wurden dort auch Gabelstapler und Kranfahrzeuge gebaut. Weiterhin wurde eine landwirtschaftliche Zugmaschine vom Typ LD20 mit einem Zwei-Zylinder-Dieselmotor hergestellt. Erst 1950 wurde wieder ein Transporter mit 2 t Nutzlast hergestellt, der vom 25-PS-Motor des VW Käfer angetrieben wurde. Da das Volkswagenwerk 1950 den VW T1 als eigenen Transporter auf den Markt brachte und Konkurrenzunternehmen nicht weiter beliefern wollte, musste die MIAG in der Folge die Zwei-Zylinder-Motoren MWM KD 15 Z und MWM KD 115 Z der Motoren-Werke Mannheim verwenden. Die Verkaufszahlen waren nicht gut, und nach einem Jahr wurde die Produktion eingestellt. Bis in die 1980er Jahre wurden vom Bühler-Konzern noch Krananlagen für LKW-Fahrgestelle hergestellt.
1983 wurde die Fahrzeugherstellung der Bühler-MIAG GmbH als MIAG Fahrzeugbau GmbH ausgegliedert. Diese stellt bis heute in Braunschweig Gabelstapler und explosionsgeschützte Flurförderzeuge her.

### Bergbauausrüstung
Nachweisbar sind zwei, wahrscheinlich aber drei für das Preussag-Bergwerk Clausthal gebaute Akkulokomotiven. Die Maschinen scheinen sich gut bewährt zu haben, denn sie wurden nach der Stilllegung der Clausthaler Gruben noch zu den Gruben Grund und Bergwerkswohlfahrt abgegeben und dort erst Ende der 1940er Jahre durch leistungsstärkere Maschinen vom Einheits-Typ LEW EL 9 verdrängt.

### MIAG-Flugzeugbau
Zur besseren Auslastung des Luther-Werks übernahm der Betrieb in Braunschweig im Herbst 1929 erste Reparatur- und Umbauaufträge der in Braunschweig ansässigen Deutschen Verkehrsfliegerschule (DVS). Ab 1933 war Stephan Luther an einer Ausweitung des Flugzeugbaus im Luther-Werk als strategisches Geschäftsfeld interessiert. Als Chefkonstrukteur kam Richard Dietrich zur MIAG, der für eine Ausschreibung der Reichsluftfahrtministeriums (RLM) für ein künftiges Schulflugzeug des Deutschen Luftfahrtverbands die Konstruktion seines berets 1925 entwickelten Sport-Doppeldeckers Dietrich DP.XI einbrachte. Dietrich überarbeitete den Entwurf bei der MIAG unter der Bezeichnung MIAG-Dietrich MD12, der 1934 seinen Erstflug absolvierte. Das RLM entschied sich allerdings gegen die MIAG als eigenständigen Flugzeug-Entwicklungsbetrieb und bezog das Werk für die Lizenzfertigung anderer Hersteller in ihr Flugzeugbauprogramm ein. Die MIAG-Dietrich MD12 blieb der einzige vollständige Flugzeugentwurf der MIAG.
Ab 1935 fand bei den MIAG-Lutherwerken in Braunschweig die Lizenzfertigung folgender Muster statt:
- 83 Heinkel He46 (1934—März 1936)
- 248 Arado Ar66C (1936—)
- 75 Junkers W34 (1937)
- 473 Focke-Wulf Fw58 (April 1937–1941), weitere 23 Flugzeuge bei der 1941 ausgelagerten Luther & Co.
- 451 Messerschmitt Me110 (1939–1941), weitere Flugzeuge bei Luther & Co.

Unter Walter Jordan als technischem Leiter des MIAG-Flugzeugbaus erfolgte für die Lizenzfertigung ab 1935 der Ausbau des MIAG-Flugzeugbaubetriebs. In Bienrode beim neuen Braunschweiger Flughafen Waggum entstand der Neubau eines MIAG-Flugzeugwerks Werk II. Auf dem Flugplatz Waggum wurde bis 1938 ein Einflugbetrieb als Werk III eingerichtet. Im alten Luther-Betrieb in Braunschweig blieben einige Baugruppen-Fertigungsbetriebe und der Flugzeugreparaturbetrieb. Anfang 1938 beschäftigte der MIAG-Flugzeugbaubetrieb bis zu 2.200 Mitarbeiter. Für die Ausweitung der Rüstungsproduktion wuchs die Zahl auf 4800 Mitarbeiter im April 1940.
Auf Anregung des Reichsluftfahrtministeriums erfolgte im Sommer 1941 die Auslagerung des Flugzeugbaubetriebs aus dem MIAG-Konzern. Stephan Luther gründete dazu 1941 die Luther-Werke Luther & Co GmbH, die den Flugzeugbaubetrieb vom MIAG-Konzern übernahm. Das vom MIAG-Flugzeugbaubetrieb in Wien-Atzgersdorf seit 1938 betriebene Flugzeugreparaturwerk Amme-Luther-Seck-Werk GmbH (ALS) wurde 1942 an den Flugzeugbaubetrieb Wiener Neustädter Flugzeugwerke WNF verkauft. Damit endete der Flugzeugbau im MIAG-Konzern, der sich in den Folgejahren auf Fertigung von Sturmgeschützen und Jagdpanzern konzentrierte.